# Tribalus oblongus
Tribalus oblongus är en skalbaggsart som beskrevs av Vienna 1993. Tribalus oblongus ingår i släktet Tribalus och familjen stumpbaggar. Inga underarter finns listade i Catalogue of Life.